# Nadel-Kronenschnecke

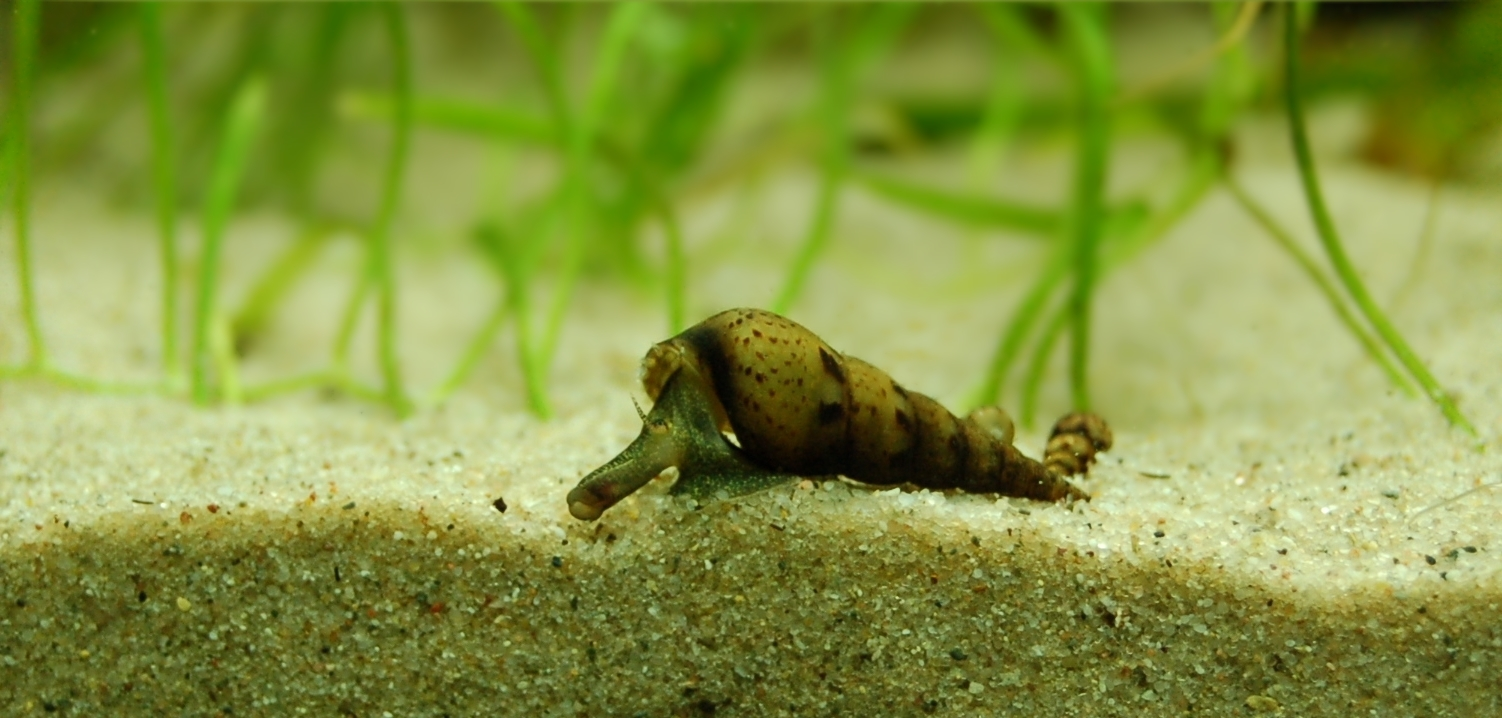
Nadel-Kronenschnecke

Die Nadel-Kronenschnecke (Melanoides tuberculata), in der Aquaristik meist Malaiische, Malayische oder Indische Turmdeckelschnecke genannt, ist eine von Ostafrika bis Südostasien beheimatete Süßwasserschnecke, die heute aber als Neozoon auch im europäischen Raum zu finden ist.

## Merkmale
Diese Schnecken haben ein etwa bis drei Zentimeter großes und bis ein Zentimeter breites, turmartig aufgewundenes Gehäuse mit meistens acht bis 15 Windungen. Die Atmung erfolgt durch Kiemen. Die Nadel-Kronenschnecken sind nachtaktiv und halten sich tagsüber bevorzugt im Boden auf.
Die Tiere sind getrenntgeschlechtlich, vermehren sich jedoch hauptsächlich durch Parthenogenese. Sie sind lebendgebärend und vermehren sich unter günstigen Bedingungen recht schnell. Die Anzahl der Jungtiere variiert je nach Größe des Muttertiers zwischen einem und bis zu fünf Jungtieren, die – auch von der Größe des Muttertiers abhängig –, zwischen 1,5 und maximal 4,3 mm groß sind.

## Invasive Art und Rolle als Zwischenwirt für Parasiten
Als Aquarienschnecke wurde die Nadel-Kronenschnecke in Süßgewässern am Golf von Mexiko eingeschleppt, wo sie seit 1952 nachgewiesen ist. Als invasive Art verdrängt sie vor Ort heimische Schnecken im gleichen Biotop. Als großes Problem für Menschen und Vieh gilt, dass sie auch hier als Zwischenwirt für verschiedene Saugwürmer, darunter den Lungenwurm dient, die über Krebse als zweiten Zwischenwirt auf Vögel oder auf Säugetiere einschließlich des Menschen übertragen werden. Auch der über Fische als zweiten Zwischenwirt sich verbreitende Zwergdarmegel Haplorchis pumilio erobert mit der Schnecke immer weitere Gebiete in Amerika.
Die Nadel-Kronenschnecke kann verschiedene Endoparasiten beherbergen. Pinto und de Melo stellten 2011 eine Liste mit 37 Saugwürmern zusammen, welche die Schnecke als Zwischenwirt nutzen. Elf dieser Trematoden sind auch humanpathogen:
- Chinesischer Leberegel Clonorchis sinensis[5]
- Centrocestus formosanus[6][5]
- Paragonimus westermani - Oriental lung fluke[5][7]
- Paragonimus kellicotti[5]
- Ratten-Lungenwurm Angiostrongylus cantonensis[5]
- Loxogenoides bicolor[5]
- Transversotrema laruei[5]
- Sticiodora tridactyl[5]
- Gastrodiscus aegyptiacus[5]
- Philophthalmus gralli[5]
- Philophthalmus distomatosa[5]
- Haplorchis pumilio[1]
- Haplorchis sp.[5]
- Metagonimus[7]
- Pygidiopsis genata[8]
- Diorchitrema formosanum[7]
- undifferenzierte Arten von Pärchenegeln (Schistosomatidae)[9]

## Aquarienhaltung
In der Aquaristik sind diese Tiere weit verbreitet, da sie sich relativ oft an Pflanzen von Zoofachhandlungen befinden und so unbeabsichtigt in viele Aquarien gelangen. Sie werden aber durchaus auch gezielt in Becken eingesetzt, da sie den Bodengrund lockern und sich von Futter- und Pflanzenresten ernähren. Auch gesunde Pflanzen werden bei übermäßigem Besatz angefressen.
Die Schnecke ist bei entsprechend ruhiger Gesellschaft, beispielsweise mit anderen Schnecken oder Zwerggarnelen, sehr häufig auch tagsüber im Aquarium zu beobachten. Bei lebhafter Gesellschaft und bei sehr feinkörnigem Bodengrund befindet sie sich jedoch hauptsächlich im Bodengrund und ist vorwiegend in der Nacht sichtbar.
Diese Schnecken sind ein guter Indikator für die Wasserqualität. Sollten sie vermehrt tagsüber auftauchen oder gar gehäuft an der Scheibe Richtung Oberfläche streben, kann dies auf eine schlechte Wasserqualität (Nitrit u. ä.) hinweisen.

## Anmerkung
1. ↑  Nach den IRZN ist eine Gattung mit der Endung -oides maskulin, es sei denn, der Autor bestimmt ein anderes Geschlecht oder legt dies durch die entsprechende Endung des Artnamens fest. Dies ist hier der Fall, der Autor der Gattung Guillaume-Antoine Olivier benutzte Melanoides als feminin. Vgl. Molluscs of central Europe > Melanoides Olivier 1804 (Memento des Originals vom 21. Dezember 2016 im Internet Archive)  Info: Der Archivlink wurde automatisch eingesetzt und noch nicht geprüft. Bitte prüfe Original- und Archivlink gemäß Anleitung und entferne dann diesen Hinweis.